# Cinema tridimensionale

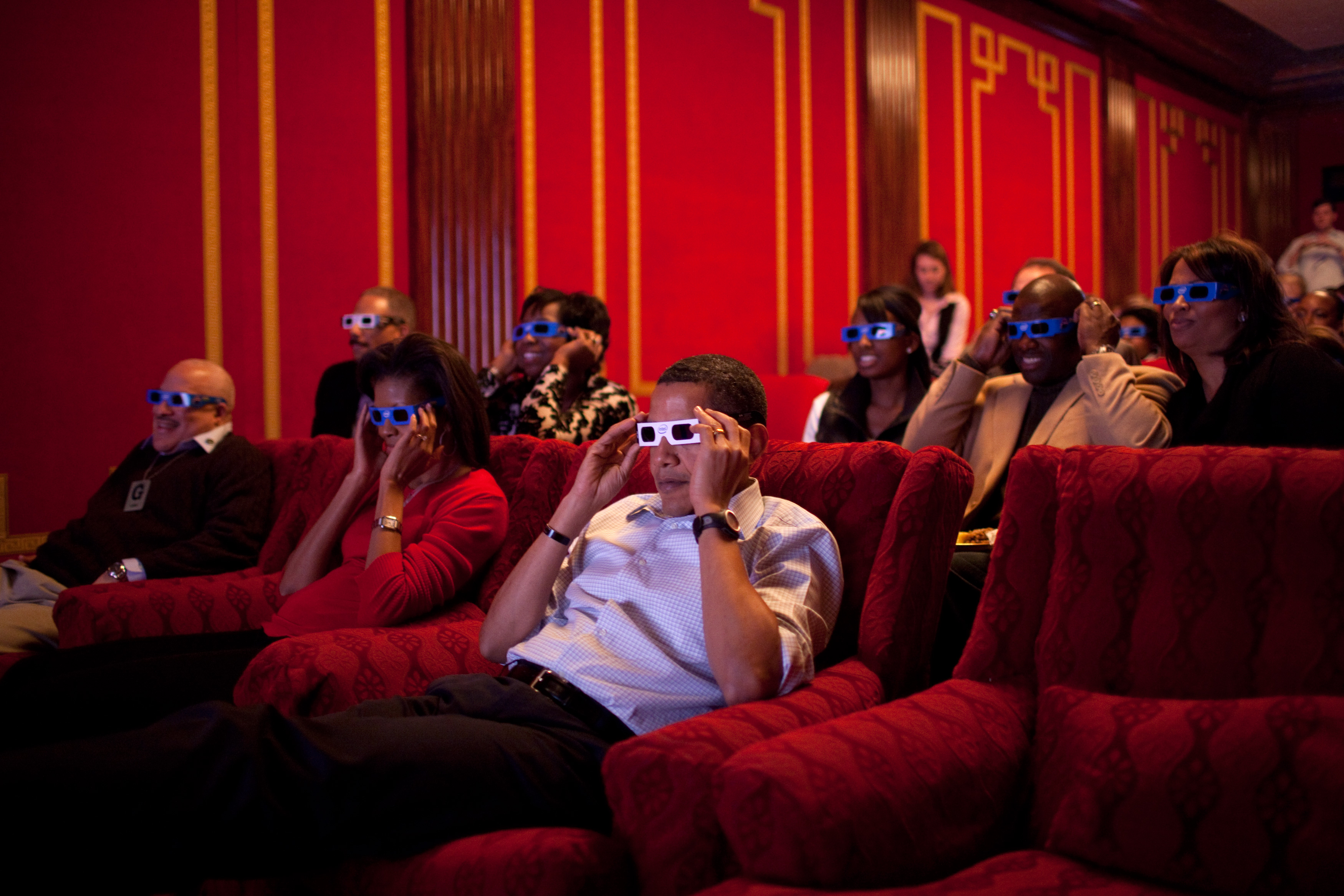
Barack e Michelle Obama mentre guardano il Superbowl con gli occhiali 3D

Il cinema tridimensionale (noto anche come cinema 3D o cinema stereoscopico) è un tipo di proiezione cinematografica, che grazie ad alcune specifiche tecniche di ripresa, fornisce una visione stereoscopica delle immagini. Per la corretta fruizione sono necessari accorgimenti tecnici sia per la proiezione (sono necessari appositi dispositivi quali proiettori e talvolta schermi dedicati), che per la visione (occhiali polarizzati).
I primi film 3D, a partire dagli anni venti, sfruttano il sistema dell'anaglifo. Dagli anni cinquanta, durante i quali il cinema tridimensionale ha la sua prima ampia diffusione, il sistema più diffuso sfrutta la tecnica della luce polarizzata. Attualmente le due tecniche utilizzate sono quelle della luce polarizzata, alla quale appartiene ad esempio il sistema e quella degli otturatori alternati o shutter glasses, alla quale appartengono gli occhiali elettronici a cristalli liquidi.
Attualmente la proiezione stereoscopica viene applicata in prevalenza a film d'animazione, film d'azione o dove è più grande la necessità dell'"effetto speciale" per il coinvolgimento sensoriale del pubblico.

## Principio di funzionamento
Come nella stereoscopia classica, anche per il cinema stereoscopico al fine di ottenere una illusione di tridimensionalità tale che il cervello possa percepire le immagini osservate come in rilievo, sono necessarie due immagini in movimento riprese da due obiettivi paralleli alla medesima distanza dell'occhio umano (stereoscopia naturale) o ad una distanza maggiore o minore nel qual caso si voglia modificare tale percezione aumentando o diminuendo l'effetto stereoscopico (stereoscopia artificiale).
Successivamente sarà necessario adottare un sistema che permetta di discriminare l'immagine destinata ad ogni singolo occhio. Ciò avviene mediante l'utilizzo di tecniche stereoscopiche quali l'anaglifo, l'immagine alternata o le lenti polarizzate.
I due filmati paralleli saranno impressi su pellicola o registrati in digitale, in modo tale da permettere la proiezione simultanea delle due sequenze video secondo modalità differenti (nella stereoscopia digitale vengono alternate o "interlacciate", in quella analogica sovrapposte).

### Ripresa
La ripresa è la medesima di ogni film.
Gli unici accorgimenti sono leggere modifiche tra cui la ripresa QHD.
Il 3D inoltre necessita di editing successivamente alla ripresa.

### Supporto

#### Pellicola
Per effettuare riprese stereoscopiche non servono apposite pellicole: il viraggio cromatico per l'anaglifo o la polarizzazione della luce vengono effettuati successivamente.

## Tecnologie

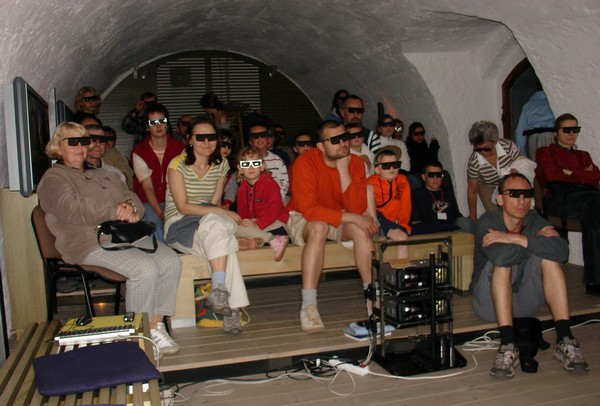
Spettatori guardano un film 3-D all'AniFest del 2007

La tecnica di ripresa che consente la visione stereoscopica di immagini in movimento utilizza una cinepresa o una videocamera con doppio obiettivo e doppia esposizione, che riprende al contempo due visioni leggermente sfalsate (di circa 6 cm.) della medesima immagine, cioè alla stessa distanza degli occhi umani.
In tempi più remoti, un'altra tecnica utilizzava due cineprese posizionate una di fronte all'altra, che riprendono la medesima immagine attraverso due specchi posizionati a 90° rispetto al soggetto.
A differenza di altre tecniche di visione di immagini stereoscopiche fisse, per quanto riguarda il cinema stereoscopico entrambe le immagini riprese vengono proiettate sullo stesso singolo schermo, contemporaneamente, come nell'anaglifo, o alternativamente, come nel sistema a lenti polarizzate o quello a otturatori LCD. La separazione delle due immagini destinate una all'occhio destro, l'altra all'occhio sinistro, avviene grazie ad alcuni sistemi che si avvalgono di un filtraggio anaglifico o polarizzato, oppure di otturatori (come nel sistema Teleview o nei moderni sistemi digitali a otturatori LCD), e a degli appositi occhiali dotati di lenti in grado di discriminare l'una o l'altra immagine.
Le tecnologie per la proiezione di immagini 3-D in movimento sono sostanzialmente tre:
- Anaglifo: due immagini filtrate con due colori diversi vengono discriminate da occhiali con filtraggio complementare.
- Alternate Image o Shutter Glasses: le due immagini vengono proiettate in rapida sequenza (attualmente a 48[1] o anche 114 frame al secondo contro i 24 frame del cinema tradizionale 2-D) e vengono discriminate da occhiali dotati di otturatori sincronizzati. Inizialmente adottato dal sistema meccanico Teleview, attualmente viene sfruttato dai moderni sistemi con otturatori LCD.
- Polarizzato: due immagini proiettate in rapida sequenza su di un apposito schermo riflettente, vengono discriminate da occhiali dotati di lenti polarizzate orientate ortogonalmente l'una rispetto all'altra.
- Pulfrich: Dal nome del suo inventore Carl Pulfrich, il sistema prevede l'uso di occhiali 3D con una lente scura e l'altra trasparente. Grazie al suo movimento orizzontale, la cinepresa fornisce agli occhi diversi punti di vista. L'immagine che passa attraverso la lente scura arriva al cervello con pochi millesimi di secondo in ritardo, generando l'effetto di parallasse necessario alla costruzione dell'esperienza tridimensionale.

### Anaglifo

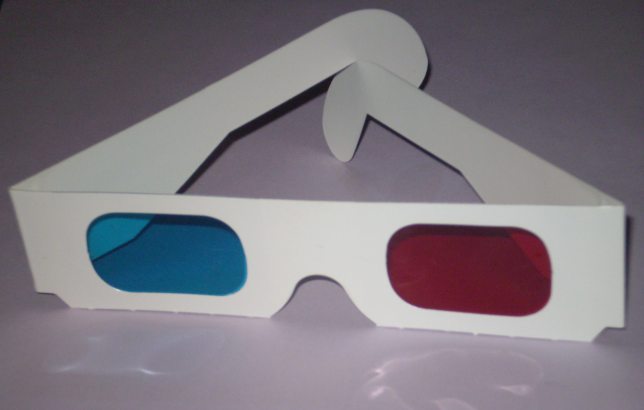
Occhiali anaglifi

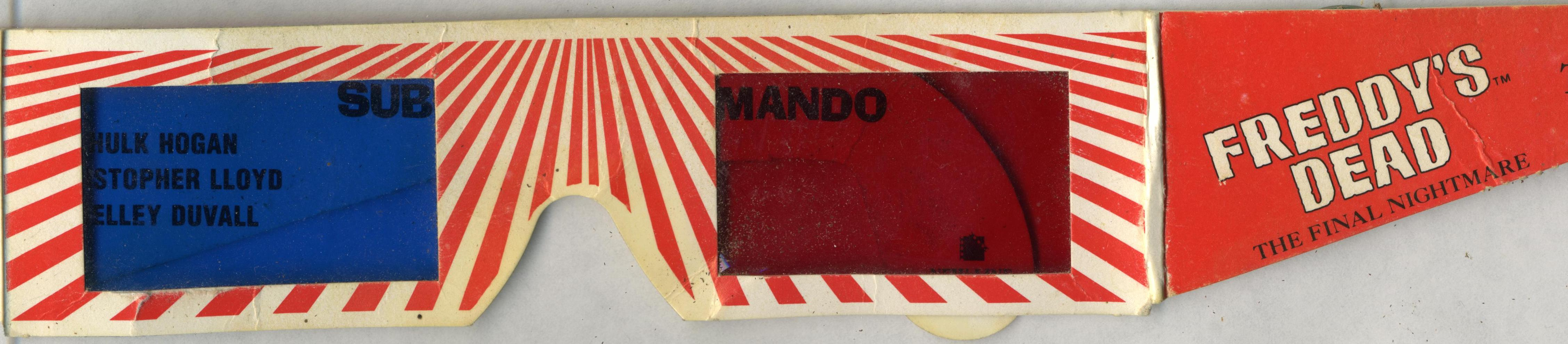
Occhiali anaglifi per la proiezione del film Nightmare VI: La fine

Così come il visore stereoscopico è il sistema più semplice per la visione di immagini parallele fisse, l'anaglifo era, fino a non molto tempo fa, il sistema più comune per presentare un filmato stereoscopico, il più semplice ed economico: al contrario dei primi sistemi a filtraggio polarizzato utilizzati negli anni cinquanta, l'anaglifo si serve di una sola pellicola a colori in cui ogni fotogramma riporta entrambe le immagini, grazie al viraggio rosso/verde. Ne consegue anche la semplicità di proiezione poiché necessita di un normale proiettore e un comune schermo opaco, l'unico accorgimento sta nel dover indossare gli appositi occhialini anaglifi per discriminare le due immagini destinate all'occhio destro e all'occhio sinistro.
Nell'anaglifo le due immagini parallele, riprese con un fotocamera o una cinepresa stereoscopica, durante la stampa vengono sovrapposte sul medesimo supporto, ma con un filtraggio additivo, per un occhio rosso e per l'altro ciano.
L'immagine in rilievo dell'anaglifo è tra le più facili da guardare, ma al contempo offre anche la peggior resa di colori, poiché i colori risultano desaturati anche nel miglior anaglifo a colori. Una tecnica di compensazione, conosciuta come Anacromo ((EN) Anachrome) utilizza un filtro ciano leggermente più trasparente rispetto al magenta. Questo processo riconfigura la tipica immagine anaglifica per avere un parallasse minore.
Un'alternativa al classico filtraggio rosso-ciano è il sistema "ColorCode 3-D", un sistema creato appositamente per la visione di anaglifi con lo standard televisivo NTSC, in cui la visione del canale rosso è spesso compromessa. Il ColorCode utilizza i colori complementari giallo e blu sullo schermo, e ambra e blu scuro sugli occhiali.
La ripresa di un film attraverso questa tecnica stereoscopica, richiede una cinepresa con 2 ottiche parallele (o due diverse cineprese affiancate), ciascuna con un filtro diverso, con due pellicole che corrono parallelamente, in modo da creare una coppia di immagini stereoscopiche.
Questa tecnica fu utilizzata nella prima fase del "boom" del cinema 3-D, durante gli anni cinquanta del XX secolo, fase che subì un brusco declino già all'inizio degli anni sessanta. Molti film girati in 3-D furono infatti successivamente ristampati in versione 2-D, dato lo scarso successo riscosso presso il pubblico, che presto si stancò dei film 3-D, sia per l'affaticamento visivo dovuto ad una lunga visione, sia per l'effetto tridimensionale non soddisfacente.
Più recentemente il sistema di visione stereoscopica anaglifica, è stato superato in popolarità dal sistema a lenti polarizzate. Quest'ultimo, infatti, appare molto più realistico, grazie ad una resa dei colori migliore, e permette visioni più prolungate, stancando meno l'occhio.

### Alternate imageoshutter glasses

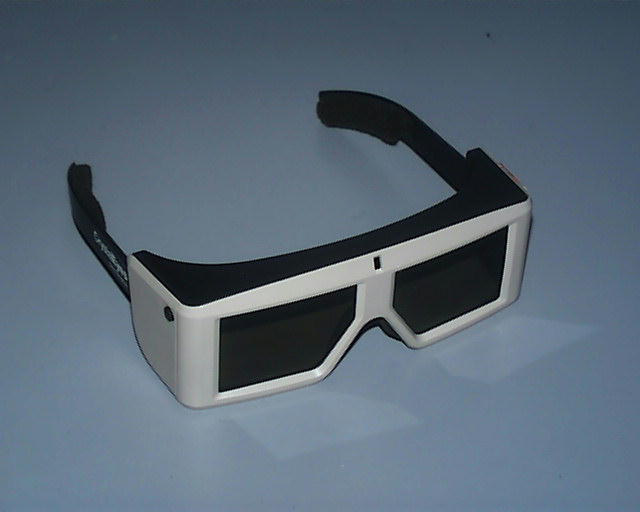
Occhiali shutter glasses CrystalEye

Nella tecnologia detta alternate image (A.I., in inglese "immagine alternata") o shutter glasses ("occhiali con otturatore"), la visione simultanea delle due immagini è possibile grazie alla proiezione in rapida sequenza dei frame destinati alternativamente all'occhio destro e all'occhio sinistro.
La discriminazione delle immagini avviene attraverso un dispositivo ottico, degli occhiali dotati di otturatori mobili (meccanici, nel sistema Teleview, elettronico nei moderni sistemi elettronici a occhiali LCD) che si chiudono alternativamente in sincronia con l'immagine proiettata sullo schermo: viene chiuso l'otturatore corrispondente all'occhio destro se l'immagine è destinata all'occhio sinistro e viceversa. È attualmente il migliore sistema di supporto in quanto permette una corretta visione dei colori e, sebbene scurisca leggermente l'immagine (inconveniente compensato schiarendo l'immagine proiettata sullo schermo) non affatica gli occhi quanto gli altri sistemi passivi (la direzione della luce non viene deformata come nel caso delle lenti polarizzate e i colori non hanno forti contrasti come per l'anaglifo).

### Luce polarizzata

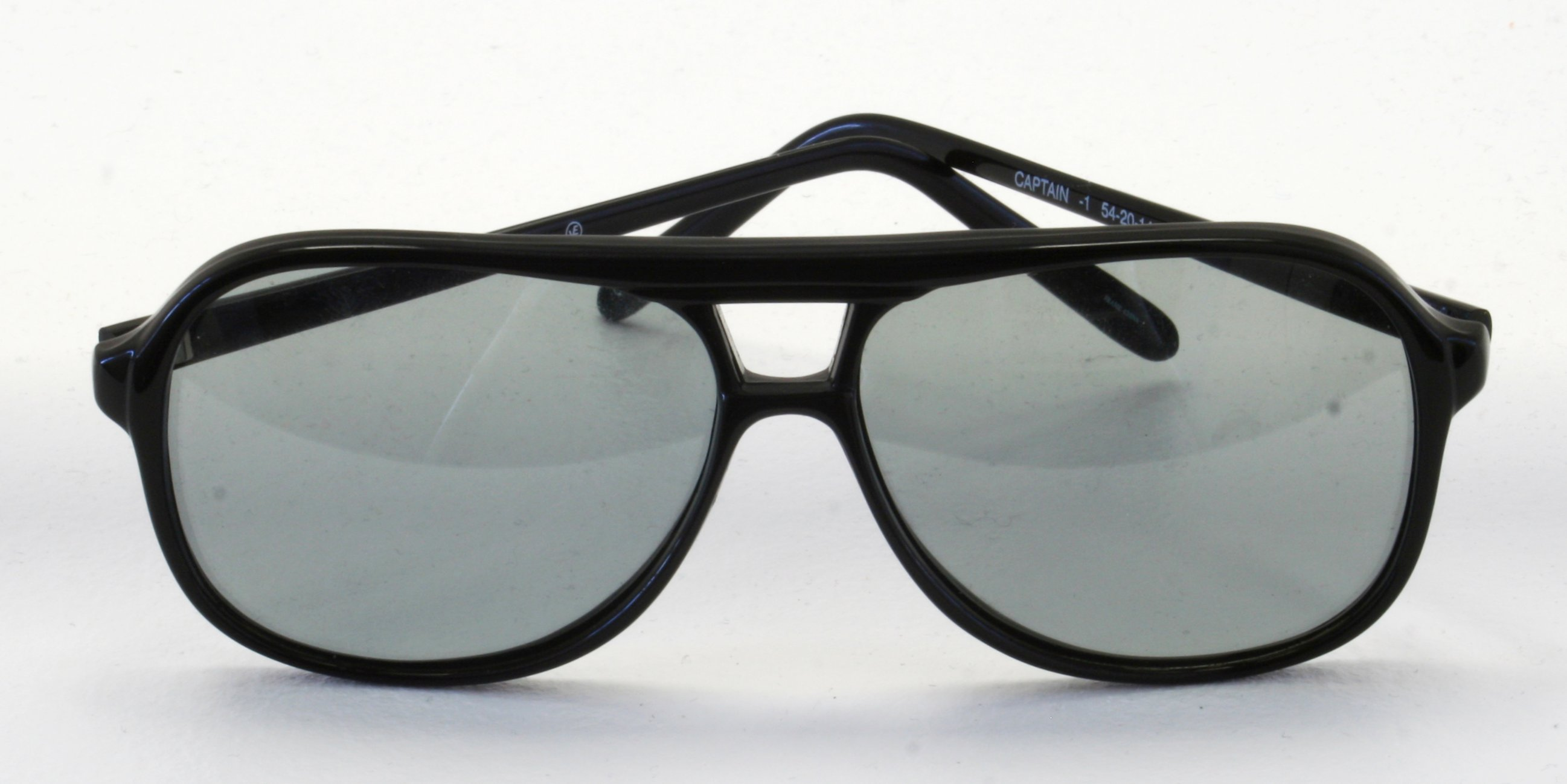
Occhiali a lenti polarizzate

In stereoscopia, vengono utilizzati due tipi di filtri polarizzatori: "occhiali polarizzati linearmente" e "occhiali polarizzati circolarmente".

#### Polarizzazione lineare
Per proiettare un film 3-D con la polarizzazione lineare, le due immagini parallele vengono proiettate attraverso filtri polarizzatori ortogonali (a 90° l'uno rispetto all'altro) sovrapposte su di uno speciale schermo, conosciuto con il nome di silver screen, che mantiene la polarizzazione delle immagini proiettate e compensa la perdita di luce (mentre un occhio vede un frame, l'altro occhio non vede nulla).
In questo caso i proiettori possono ricevere il filmato da un computer dotato di due schede grafiche. Gli spettatori devono indossare degli occhiali economici che montano un paio di filtri polarizzatori ortogonali, così ciascun filtro lascia passare la luce con una polarizzazione simile e blocca la luce polarizzata ortogonalmente rispetto al filtro, cosicché ogni occhio possa vedere una delle due immagini, in tal modo viene raggiunto l'effetto 3-D
Gli occhiali a polarizzazione lineare richiedono che lo spettatore mantenga una posizione della testa fissa e parallela allo schermo, poiché l'inclinazione dei filtri potrebbe causare il filtraggio errato delle immagini del canale destro e sinistro. Questo non è normalmente un problema, poiché gli spettatori imparano presto a non inclinare la testa.

#### Polarizzazione circolare

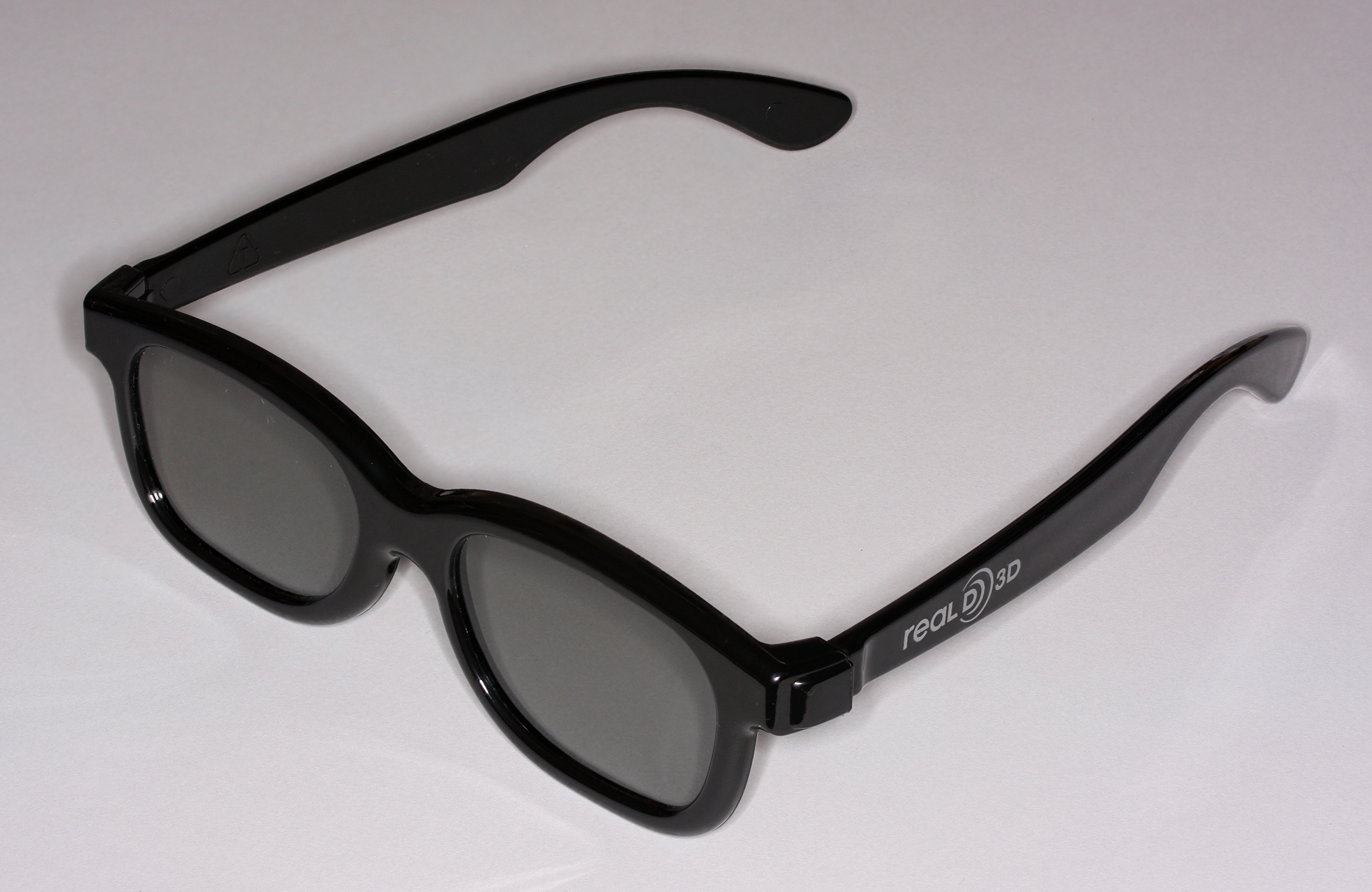
Occhiali per sistema RealD

Utilizzando la polarizzazione circolare, due immagini vengono proiettate sovrapposte sul medesimo schermo circolare attraverso filtri di polarizzazione opposta. Lo spettatore indossa occhiali economici con una coppia di filtri polarizzatori circolari montati in senso inverso. La luce destinata al filtro polarizzatore circolare sinistro viene bloccata dal filtro polarizzatore circolare destro, e viceversa.
Il risultato è simile a quello prodotto dalla polarizzazione lineare, con la differenza che attraverso la polarizzazione circolare, lo spettatore può inclinare la testa senza problemi di sovrapposizione delle immagini.
RealD Cinema è un esempio di proiezione che utilizza filtri polarizzatori circolari guidati elettronicamente da un computer, e che per questo motivo non necessita di una coppia di proiettori ma di un singolo proiettore che proietta un filmato a doppia velocità avente i fotogrammi destinati al canale destro e quelli destinati al canale sinistro montati alternativamente gli uni agli altri: in questo modo la discriminante del filtraggio permette a ciascun occhio di vedere lo stesso numero di fotogrammi che si vedrebbero con un normale filmato 2-D, evitando così lo "sfarfallio" dell'immagine.

## Sistemi

### Sistemi di ripresa
Indifferentemente dalla tecnica utilizzata per la visione, i sistemi di ripresa dei film stereoscopici devono sempre provvedere a riprendere due sequenze distinte alla medesima distanza degli occhi umani.
Tali sistemi di ripresa sono spesso interscambiabili e nella visione dei film i sistemi con occhiali attivi (shutter glasses) o passivi (polarizzati), possono essere usati indifferentemente in un caso o nell'altro.
Alcuni sistemi di ripresa sono:
- Gualtierotti: sistema utilizzato per le riprese del film italiano Nozze vagabonde del 1936, il primo film italiano in 3-D oltre che il primo film in assoluto ad utilizzare il sistema delle lenti polarizzate.[2]
- Vierling: sistema utilizzato per le riprese dei primi film tedeschi che sfruttano la tecnica delle lenti polarizzate, Zum Greifen Nah, del 1936, e Sechs Mädel Rollen Ins Wochenend, del 1939.
- Podelvision: sistema brevettato da Carlo Ponti e Dino De Laurentis per la realizzazione del film Il più comico spettacolo del mondo del 1953 con protagonista Totò.[3]
- Disney Digital 3-D
- Dreamworks Ultimate 3-D

### Sistemi anaglifici
Sistemi che utilizzano la tecnica dell'anaglifo, sono:
- Stereoscopic Lumière: sistema sviluppato dai fratelli Lumière e utilizzato nei loro cortometraggi stereoscopici.
- Fairhall-Elder: sistema sviluppato dal regista e produttore Harry K. Fairall e da Robert F. Elder, utilizzato per il primo lungometraggio stereoscopico della storia, proiettato ad un pubblico pagante, The Power of Love, del 1922, diretto da Nat G. Deverich e dallo stesso Fairall.
- Stereokino: sistema russo anaglifico degli anni quaranta, utilizzato per la proiezione del primo film stereoscopico a colori, Robinzon Kruzo del 1946.[2]

### Sistemialternate imageoshutter glasses

#### Teleview
Nel dicembre 1922, i due ex-compagni della Cornell University, Laurens Hammond, che più tardi brevetterà l'Organo Hammond, e William F. Cassidy, inventano il sistema Teleview.
Teleview è il primo sistema per cinema 3-D a fotogrammi alternati: a differenza del sistema ad anaglifo, che proietta contemporaneamente entrambe le immagini parallele sullo stesso schermo, il Teleview attraverso l'impiego di due proiettori, alterna l'immagine destinata all'occhio destro a quella destinata all'occhio sinistro.
Dei visori sincronizzati, collegati ai braccioli delle sedie in sala, oscurano alternativamente prima un occhio e poi l'altro, permettendo un'autentica visione stereoscopica senza perdita di qualità.
L'idea venne già sperimentata nel 1897, ma l'invenzione di Hammond fu la prima ad utilizzarla praticamente. Sullo stesso concetto si baserà lo sviluppo dei moderni occhiali con otturatori LCD.
Nonostante gli apprezzamenti che il sistema riscuote, viene utilizzato in una sola sala cinematografica newyorkese nel 1922 e subito abbandonato dopo la proiezione di pochi cortometraggi e un solo lungometraggio.

#### Occhiali con otturatori LCD

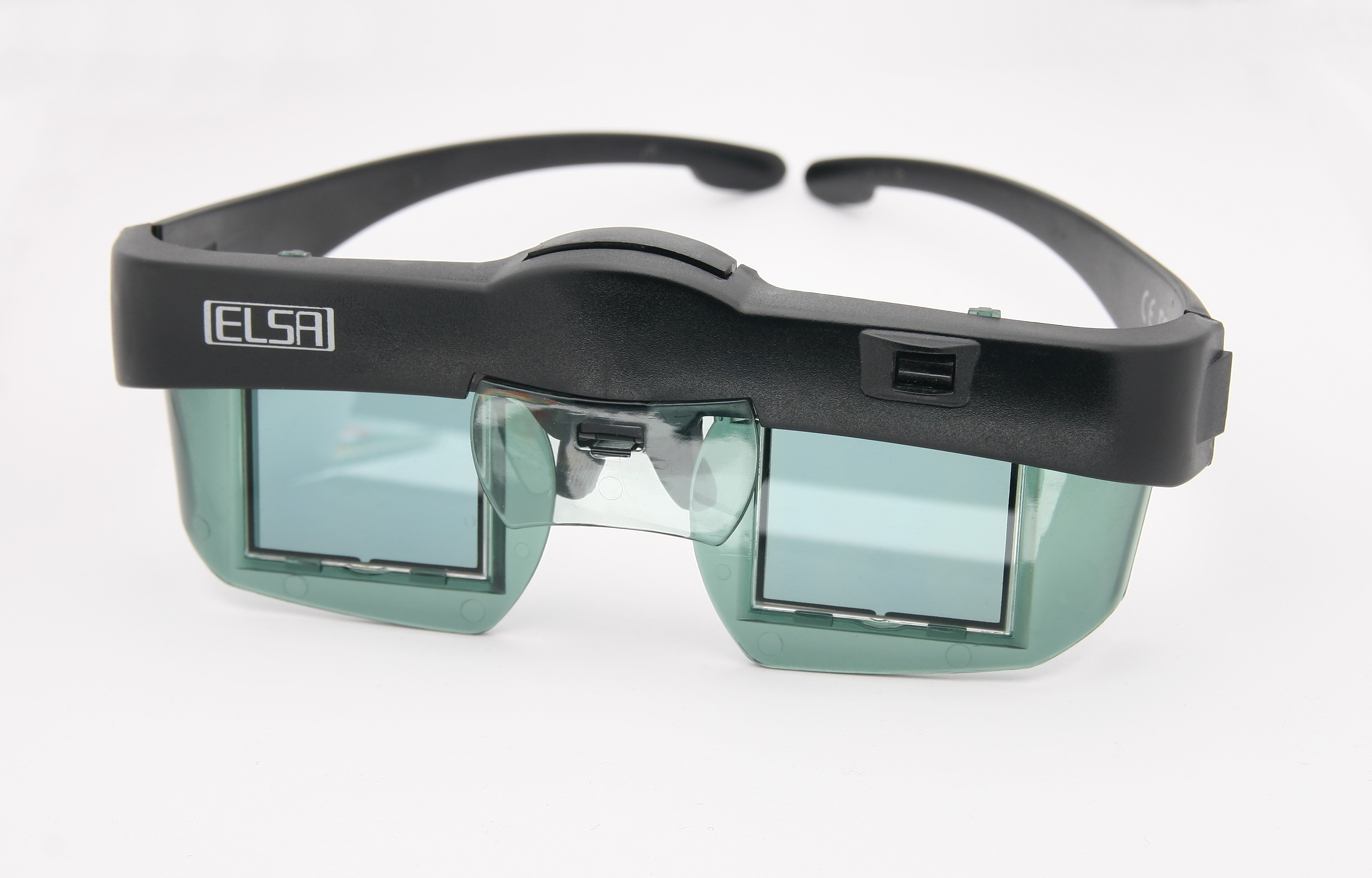
Occhiali con otturatori LCD ELSA

Con il sistema a otturatori LCD (LCD shutter glasses), non viene effettuato alcun filtraggio, e perciò la luminosità e la qualità dell'immagine è pari a quella di un comune film 2-D, né è necessario uno schermo silver screen, come per il sistema che utilizza lenti polarizzate.
Il sistema sfrutta l'idea già formulata all'inizio della storia del cinema 3-D e sviluppata con il sistema Teleview: ovvero di "oscurare" alternativamente un occhio e l'altro, proiettando in sequenza le due immagini destinate ad essere viste dall'occhio destro e dall'occhio sinistro.
Un computer coordina un sistema, dove un proiettore digitale trasmette il filmato alla doppia velocità di una normale proiezione (48 frame per secondo anziché i comuni 24 frame). Gli spettatori indossano speciali occhiali, radiocomandati dal sistema elettronico, con lenti contenenti cristalli liquidi che oscurano alternativamente la lente destra e sinistra in corrispondenza all'immagine proiettata.
Sistemi che utilizzano occhiali con otturatori LCD sono:
- XpanD
- nuVision

### Sistemi con luce polarizzata
Sistemi che utilizzano la luce polarizzata sono:
- Tru-Stereo Three Dimension: sistema a luce polarizzata.
- Space-Vision 3-D: tecnologia sviluppata negli anni sessanta basata sulla luce polarizzata, che utilizza una sola pellicola e quindi un solo proiettore, alternando l'immagine del canale destro a quella del canale sinistro, una sopra l'altra nello stesso frame, e sincronizzando il tutto con opportune lenti.
- Stereovision: sistema sviluppato nel 1970 dal regista Allan Silliphant e dal progettista ottico Chris Condon, che utilizza una singola pellicola 35mm su cui vengono stampate due immagini "schiacciate" affiancate l'una accanto all'altra, attraverso lenti anamorfiche e lenti polarizzate.
- IMAX 3D
- RealD Cinema: tecnologia digitale che si avvale di proiettori coordinati da un computer e che sfrutta il sistema a luce polarizzata circolare.

### Altri sistemi
- Dolby 3D Digital Cinema

## Storia

### Primi esperimenti ed esordi del cinema 3-D (prima del 1952)

#### Stereofantascopio
Fin dall'apparizione dello stereoscopio si dimostrò interesse nello sviluppare una tecnica che permettesse di riprodurre immagini stereoscopiche in movimento. Già lo stesso Charles Wheatstone, l'inventore della stereoscopia ufficialmente riconosciuto, congiuntamente a Joseph Antoine Pleateau, suggerì di abbinare il movimento al rilievo, ma sarà il solo Wheatstone a sviluppare singolarmente il progetto, che non verrà tuttavia commercializzato.
Lo sviluppo dell'invenzione si deve invece a Luis-Jules Duboscq, già responsabile dello sfruttamento commerciale dello stereoscopio di David Brewster, che lo brevettò nel 1852 con il nome di fantastereoscopio o bioscopio. L'invenzione di Duboscq in pratica unisce due zootropio, con le immagini destinate ai due occhi, al visore stereoscopico, ottenendo così delle immagini tridimensionali in movimento.
Molti altri, a partire dal fotografo Antoine-François-Jean Claudet nel 1853, si dedicheranno ad ampliare questa tecnica, con scarsi risultati, attribuendo i nomi più svariati alle proprie invenzioni: stereoforoscopio, kinimoscopio, omniscopio, kinematoscopio e infine il fotobioscopio, progettato dal torinese Gaetano Bonelli, costituito da un visore stereoscopico, le cui lenti destra e sinistra vengono alternativamente oscurate da un otturatore, e un disco in movimento con le immagini.

#### Stereo-cinema

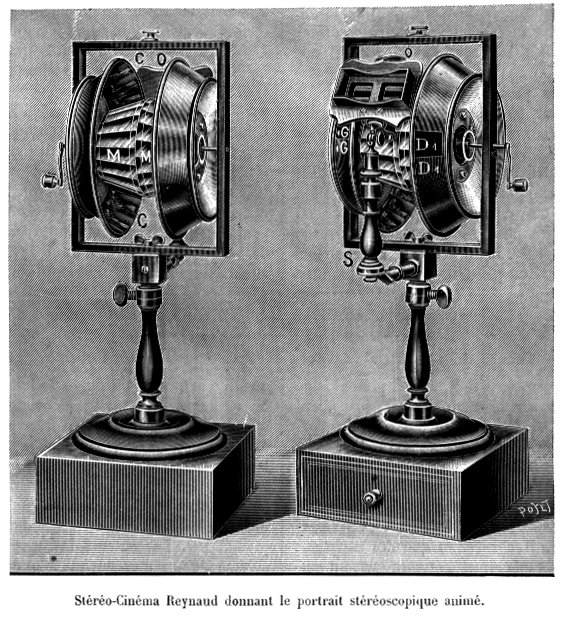
Lo stereo-cinema di Charles-Émile Reynaud

Anche Charles-Émile Reynaud, già inventore del prassinoscopio (evoluto dallo zootropio) e soprattutto del teatro ottico, primo vero e proprio precursore al tempo stesso sia del cinematografo che del cartone animato, poiché presentava proiezioni a un pubblico di sequenze animate, nel 1907 brevettò un proprio sistema di animazione tridimensionale: lo stereo-cinema. Evoluzione anch'esso del prassinoscopio, presentava infatti due di questi apparecchi posti parallelamente in verticale, accoppiati ad uno stereoscopio, in modo da permettere di visionare brevi sequenze cicliche di foto stereoscopiche. Il dispositivo non ebbe comunque successo e attualmente l'unico esemplare sopravvissuto è esposto al Museo delle Arti e Mestieri di Parigi.

#### Primi brevetti e test
L'era vera e propria dei film stereoscopici ha inizio a fine Ottocento, quando l'inglese William Friese-Greene, un pioniere del cinema, deposita il brevetto di un sistema per film 3-D. Secondo questo sistema, due film vengono proiettati parallelamente sullo schermo. Lo spettatore deve far convergere le due immagini attraverso uno stereoscopio. A causa della scomodità della tecnica di proiezione alla base di questo metodo, la diffusione nelle sale di proiezione era poco pratica e per tale motivo il sistema venne abbandonato.
Nel 1900 Frederick Eugene Ives brevetta un sistema consistente di una cinepresa con due lenti accoppiate a 6 cm di distanza l'una dall'altra.
Il 10 giugno 1915 Edwin S. Porter e William E. Waddell presentano dei film di test al pubblico dell'Astor Theater in New York sfruttando la tecnica dell'anaglifo rosso-verde. Vengono proiettati tre rulli comprendenti scene rurali, riprese di test di Marie Doro, un estratto da Jim the Penman, (un film realizzato da Famous Players Company nello stesso anno) con protagonista John Mason, danzatrici orientali e un rullo di filmati di repertorio delle cascate del Niagara

#### Primi sistemi di ripresa stereoscopica

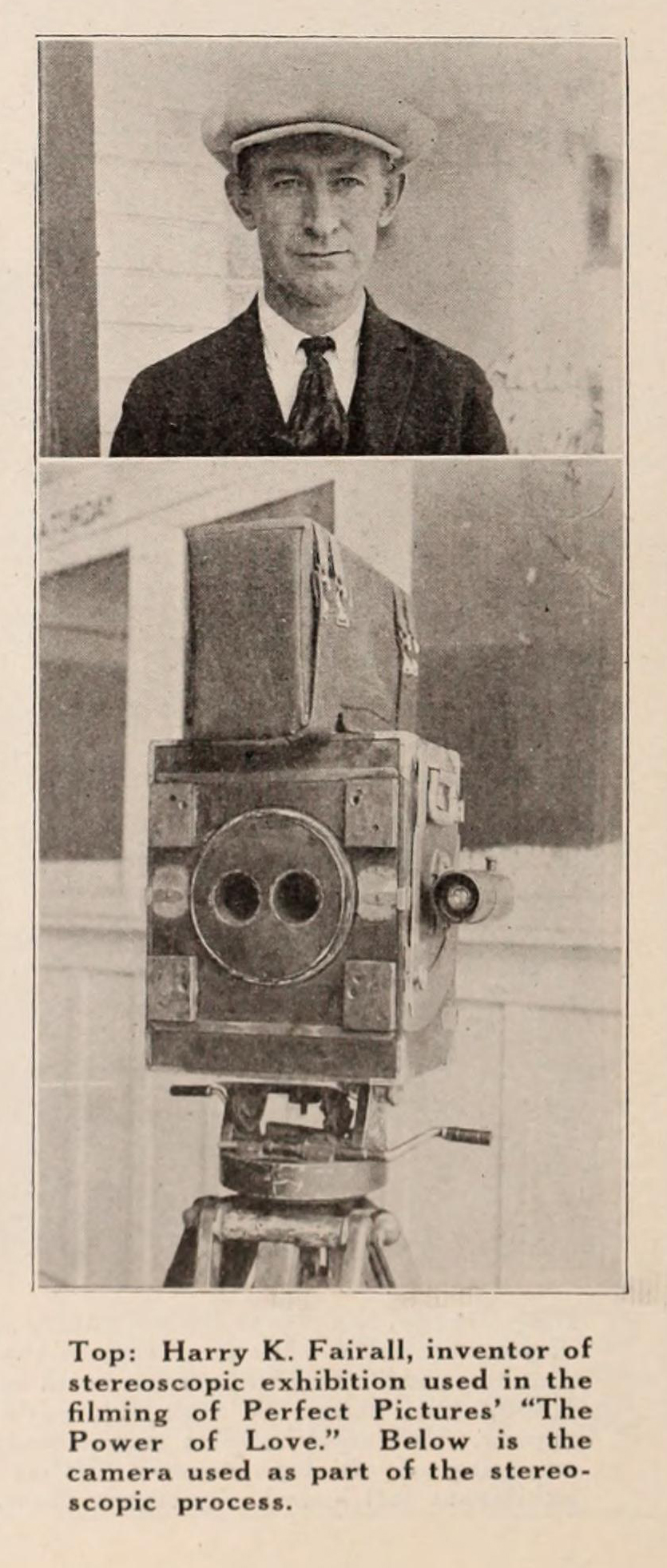
Harry Fairall e la sua macchina (1922)

Il primo film 3-D distribuito nelle sale cinematografiche e con un pubblico pagante, è The Power of Love, la cui prima avvenne all'Ambassador Hotel Theater di Los Angeles il 27 settembre 1922. Il sistema si deve al produttore Harry K. Fairall e al regista Rober F. Elder. Il film utilizza il sistema dell'anaglifo, proiettando una doppia pellicola filtrata rosso e verde, facendo di questa pellicola il primo film conosciuto che utilizza due pellicole parallele e in cui vengono usati occhiali per anaglifo.
Se Fairall usasse filtri colorati anteposti all'obiettivo del proiettore o se usasse virare la pellicola non è noto, ma The Power of Love è attestato essere il primo esempio di film anaglifico. Dopo un'anteprima per espositori e stampa a New York il film è uscito dal circuito cinematografico ed è ora considerato un film perduto.
Durante i primi anni venti il regista Enrico Guazzoni gira i primi film italiani in 3D, che purtroppo non sono giunti fino a noi, se non come pochi fotogrammi 3D restaurati e pubblicati da Gengotti Editore nel 2001.
All'inizio del dicembre 1922, William Van Doren Kelley, già inventore di un primo sistema per pellicola a colori chiamato Prizma, attratto dalla possibilità di far soldi grazie al crescente interesse nei film 3-D avviato dalla dimostrazione di Fairall e filmato egli stesso del materiale con una cinepresa da lui stesso progettata, conclude un accordo con Samuel "Roxy" Rothafel per proiettare la prima della sua serie di cortomegraggi intitolata Movies of the Future al Rivoli Theatre di New York utilizzando il sistema Prizma per stampare i suoi film anaglifici. Agli inizi del 1923, Kelley cercò di vendere un secondo cortometraggio intitolato Through the Trees - Washington D.C., girato da William T. Crespinel, che consisteva in numerose riprese stereoscopiche di Washington, senza però trovare alcun compratore.

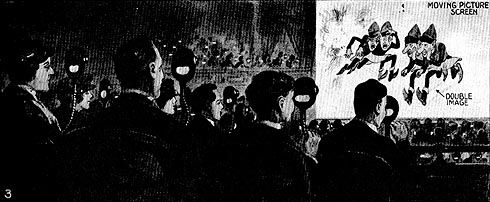
Illustrazione da un articolo sul sistema Teleview, creato da Hammond e Cassidy

Nel dicembre 1922, Laurens Hammond, più tardi inventore dell'organo Hammond, e William F. Cassidy, presentano il loro sistema Teleview. Il Teleview è stato il primo sistema di proiezione a sequenza di fotogrammi alternati. Attraverso l'utilizzo di due proiettori, alternando quello di destra a quello di sinistra, i fotogrammi dei due canali vengono proiettati uno dopo l'altro in rapida successione. Visori sincronizzati collegati al sistema tramite i braccioli delle poltrone in sala, avevano otturatori che venivano aperti e chiusi alternativamente, con il vantaggio di stancare meno la vista dello spettatore e creare, al contempo, una reale immagine stereoscopica senza perdita di qualità. Il solo cinema che si sappia aver installato il sistema è il Selwyn Theater di New York e un solo spettacolo fu presentato, il 27 dicembre 1922, un gruppo di cortometraggi e l'unico film Teleview, The Man From M.A.R.S. (successivamente ridistribuito come Radio-Mania).
Nel 1923, Frederick Eugene Ives e Jacob Leventhal, iniziano a distribuire i loro primi cortometraggi stereoscopici realizzati in un periodo di tre anni. Il primo dei film intitolato Plastigrams, che è stato distribuito a livello nazionale dalla Educational Pictures nel formato anaglifico rosso/verde. Ives e Leventhal successivamente producono la serie di corti stereoscopici Stereoscopiks Series per la Pathé Films nel 1925, comprendente: Zowie (10 aprile), Luna-cy (18 maggio), The Run-Away Taxi (17 dicembre) e Ouch (17 dicembre).
Tra la fine degli anni venti e gli inizi dei trenta, l'interesse nei filmati stereoscopici sembra svanito, ciò probabilmente è dovuto anche alla grande depressione. A Parigi, Louis Lumiere gira alcuni filmati nel settembre del 1933. L'anno seguente, in marzo, presenta il remake del suo film del 1895 L'Arrivée du Train in versione anaglifica 3-D.
Nel 1936, Leventhal e John Norling vengono ingaggiati dalla MGM grazie ai loro filmati di test, per realizzare la serie Audioscopiks. I film vengono stampati in Technicolor in anaglifo rosso/verde e la voce narrante appartiene a l produttore Pete Smith. Il primo film, Audioscopiks, viene presentato il 1º gennaio del 1936, mentre il successivo The New Audioscopiks il 15 gennaio del 1938. Audioscopiks riceve una nomination per l'Oscar nella categoria Miglior Soggetto Originale per i Cortometraggi nel 1936.
Grazie al successo dei due Audioscopiks, la MGM produce un ulteriore corto 3-D, una produzione Pete Smith Specialty intitolata Third Dimensional Murder (1941). A differenza del suo predecessore, questo cortometraggio viene girato con una cinepresa costruita in studio. Le stampe vengono realizzate in Technicolor con tecnica anaglifica rosso/verde. Il cortometraggio è interessante per essere una delle poche apparizioni della creatura di Frankenstein in live-action, così come concepito dal truccatore Jack Pierce per la Universal, al di fuori della sua compagnia cinematografica.
Mentre molti di questi film sono stati stampati con differenti sistemi a colori, nessuno di loro era "a colori", erano cioè tutti in bianco e nero, e l'utilizzo della stampa a colori serviva unicamente per ottenere il filtraggio dell'anaglifo.

#### L'introduzione del filtro polarizzatore
Durante gli anni venti, lo studente di Harvard Edwin H. Land inizia a pensare a come ridurre l'abbagliamento della luce dei fari delle auto utilizzando dei filtri polarizzatori. Una volta laureatosi, Land apre un laboratorio e nel 1929 brevetta il suo foglio polarizzatore, che nel 1932 diviene un prodotto commerciale con il nome "Polaroid J Sheet".
Anche se la sua ricerca originalmente è volta unicamente a creare un filtro capace di ridurre l'abbagliamento da fari di automobile, Land intravede la possibilità di usare i nuovi fogli di plastica Polaroid per lo sviluppo della stereoscopia cinematografica. Nel gennaio 1936 Land dà la prima dimostrazione dell'applicazione dei filtri Polaroid alla fotografia 3-D al Waldorf-Astoria Hotel di New York. La reazione entusiastica fa seguire l'installazione del sistema al Museo delle Scienze di New York. Non è noto quali film siano stati proiettati durante questa dimostrazione.
L'utilizzo di filtri polarizzatori rappresenta un tipo di proiezione completamente nuova. Due pellicole parallele, con il canale per l'occhio destro e sinistro, devono venire sincronizzate in proiezione con uno circuito sincronizzante. Inoltre, la luce polarizzata, non può venire proiettata su di un qualsiasi schermo bianco opaco, ma solamente su di uno schermo Silver Screen o prodotto con altro materiale riflettente al fine di riflettere correttamente le immagini separate.
Lo stesso anno, il film Nozze vagabonde, viene realizzato in Italia, seguito nello stesso anno dal film Zum Greifen Nah e nel 1939 da Sechs Mädel Rollen Ins Wochenend, entrambi prodotti in Germania. Il film italiano viene girato con cinepresa Gualtierotti, mentre le due produzioni tedesche con cineprese Zeiss e il sistema di ripresa Vierling. Questi sono i primi film che utilizzano il sistema a luce polarizzata e i filtri Polaroid. La società tedesca Zeiss, fabbrica nello stesso periodo occhiali da sole polarizzati, prodotti indipendentemente anche da E. Käsemann e J. Mahler.
Nel 1939, John Norling gira In Tune With Tomorrow, primo film commerciale 3-D ad utilizzare il sistema a luce polarizzata negli Stati Uniti. Questo cortometraggio viene presentato per la prima volta alla Esposizione Universale di New York del 1939 e fu creato appositamente per il padiglione della Chrysler Motor. In questo film, una Chrysler Plymouth del '39 viene magicamente assemblata a ritmo di musica. Originalmente in bianco e nero, il film divenne così popolare che tu rigirato a colori l'anno seguente con il titolo New Dimensions. Nel 1953 fu ridistribuito dalla RKO con il titolo Motor Rhythm.
Durante gli anni quaranta, un altro cortometraggio pionieristico utilizza il sistema Polaroid 3-D, si tratta di Magic Movies: Thrills For You prodotto dalla compagnia ferroviaria della Pennsylvania in occasione dell'Esposizione Universale di San Francisco del 1939. Prodotto da John Norling, venne girato da Jacob Leventhal con il suo personale equipaggiamento. Il film consiste di varie riprese di panorami che possono essere osservati durante i viaggi sui treni della compagnia ferroviaria della Pennsylvania.
Durante gli anni quaranta ogni ulteriore sviluppo della stereoscopia venne arrestato dalla seconda guerra mondiale.

### L'età d'oro del cinema 3-D (1952-1955)

#### Prima ondata
Quella che gli appassionati considerano l'"età d'oro" del cinema 3-D ha inizio nel 1952 con l'apparizione del primo film stereoscopico a colori, Bwana Devil, prodotto, scritto e diretto da Arch Oboler. Il film, che arriva in produzione con il titolo The Lion of Gulu, viene girato in Natural Vision, un sistema alla cui creazione contribuisce M. L. Gunzberg, che ne detiene anche il controllo. Gunzberg, che costruisce l'attrezzatura assieme al fratello Julian, e altri due soci, vende il brevetto a vari studi cinematografici prima che Oboler lo utilizzi nella realizzazione del suo film. Il film, che arriva in produzione con il titolo The Lion of Gulu, è interpretato da Robert Stack, Barbara Britton e Nigel Bruce.
Così come praticamente tutti i film apparsi durante questa fase, Bwana Devil viene proiettato in doppia pellicola con il sistema dei filtri polarizzatori. Durante gli anni cinquanta, i familiari occhialini anaglifi di cartoncino vengono infatti utilizzati per i fumetti, qualche cortometraggio ad opera dell'esploratore Dan Sonney e tre cortometraggi prodotti dalla Lippert Productions, questi ultimi proiettati comunque con doppia pellicola.
Poiché per proiettare questi film erano necessari due proiettori sincronizzati, questi potevano avere una lunghezza limitata (1800 metri, cioè circa un'ora di film), il che significa che un intervallo era necessario durante la proiezione di ogni film. Abbastanza spesso, i punti di intervallo erano scritti nel copione del film con un momento di maggiore intensità della trama.
Nel Natale del 1952, il produttore Sol Lesser presenta il sistema Stereo Techniques a Chicago. Lesser acquisisce i diritti per cinque cortometraggi su doppia pellicola. Due di questi, Now is the Time (to Put On Your Glasses) e Around is Around, sono diretti da Norman McLaren nel 1951 per la National Film Board of Canada. Gli altri tre, A Solid Explanation, Royal River, e The Black Swan, erano stati prodotti in Gran Bretagna per il Festival of Britain nel 1951 da Raymond Spottiswoode.
James Mage è un altro dei pionieri di questo periodo di boom del cinema 3-D. Utilizzando il suo sistema Bolex a 16mm, realizza la serie di quattro corti Triorama, che presenta il 10 febbraio del 1953: Sunday In Stereo, Indian Summer, American Life e This is Bolex Stereo, oggi considerati perduti.
Tra i primi film 3-D prodotti in questo periodo c'è il cortometraggio della Lippert A Day in the Country, narrato da Joe Besser e composto principalmente di materiale di test. A differenza di tutti gli altri corti della Lipper, disponibili sia in doppia pellicola che in anaglifo, questa produzione venne realizzata solamente in anaglifo.
L'aprile 1953 vede apparire due film innovativi in 3-D: L'uomo nell'ombra (Man in the Dark), della Columbia, e La maschera di cera (House of Wax), della Warner Bros., il primo film 3-D con audio stereofonico. La maschera di cera è anche il film che decreta il successo di Vincent Price quale star del cinema horror e "re del 3-D", poiché successivamente ad esso, Price diviene il protagonista di altri film in 3-D: Agente federale X3 (Dangerous Mission, 1954), Il mostro delle nebbie (The Mad Magician, 1954), Il figlio di Sinbad (Son of Sinbad, 1955). Il successo di questi due film prova anche che gli studios di Hollywood avevano trovato un modo per attirare nuovamente il pubblico nelle sale, strappandolo alla televisione, che, in quegli anni, stava causando un declino nell'affluenza al cinema.
La Walt Disney fa il suo ingresso nel 3-D il 28 maggio 1953 con il cortometraggio Melody, che accompagna in double-feature il primo western in 3-D, Forte T (Fort Ti) prodotto dalla Columbia, alla sua prima a Los Angeles. Il corto viene inserito nel 1957 nel programma 3-D Jamboree del Fantasyland Theater di Disneyland, assieme ad un altro cortometraggio Disney I pirati dello zoo (1953).
La Universal presenta il suo primo spettacolo 3-D il 27 maggio 1953, con il film in audio stereo Destinazione Terra (It Came from Outer Space), un lungometraggio di fantascienza, appartenente al filone dei film di "invasione aliena", diretto dallo specialista del genere Jack Arnold. A seguire il primo film 3-D della Paramount, Sangaree, lungometraggio in costume ambientato durante la Rivoluzione Americana, con Fernando Lamas e Arlene Dahl.
La Columbia distribuisce svariati western in 3-D prodotti da Sam Katzman e diretti da William Castle. Casle si sarebbe poi specializzato in svariati espedienti per coinvolgere il pubblico in sala, per film quali: La casa dei fantasmi (House on Haunted Hill, 1959), Il mostro di sangue (The Tingler, 1959), entrambi con Vincent Price, e I 13 fantasmi (13 Ghosts, 1960).
Sempre la Columbia produce anche delle commedie slapstick concepite appositamente per il 3-D. I Tre Marmittoni appaiono in due film 3-D, entrambi del '53: Spooks! e Pardon My Backfire. Il comico dialettale Harry Mimmo recita nel film Down the Hatch del 1953. Il produttore Jules White, nonostante sia entusiasta delle possibilità offerte dal 3-D alla commedia slapstick (quali ad esempio torte e altri "proiettili" lanciati verso il pubblico), riesce a produrre soltanto un paio di cortometraggi stereoscopici: il già citato Down The Hatch viene così distribuito nel convenzionale formato "piatto", la Columbia riesce a distribuirlo in 3-D soltanto nel circuito dei festival di cinema.
John Ireland, Joanne Dru e Macdonald Carey appaiono nel western a colori prodotto da Jack Broder Il territorio dei fuorilegge (Hannah Lee: An American Primitive), proiettato in prima il 19 giugno 1953. Il film è diretto da Ireland, che fece causa a Broder per il suo compenso. Brode fece una contro-causa sostenendo che Ireland era andato ben oltre i costi di produzione del film.
Un altro celebre titolo appartenente all'età d'oro del cinema 3-D, è il film di serie B di fantascienza Robot monster. Il film è stato scritto in circa un'ora dallo sceneggiatore Wyott Ordung e girato in un paio di settimane con un budget assai stringato. Lo stesso "Robot Monster" protagonista della pellicola viene costruito recuperando un costume da gorilla a cui viene aggiunto un casco da astronauta. Nonostante queste premesse e il fatto che la troupe non ha avuto esperienze precedenti con l'equipaggiamento di ripresa per il 3-D, la fortuna è dalla loro parte, infatti l'effetto 3-D è ben girato e allineato. Robot Monster va ricordato anche per la colonna sonora composta dall'emergente Elmer Bernstein. Il film viene presentato il 24 giugno del 1953 e distribuito in coppia con il cortometraggio Stardust in Your Eyes (letteralmente "Polvere di stelle nei tuoi occhi"), in cui il comico da nightclub Slick Slavin illustra come sarebbero apparse le star del cinema del periodo.
La 20th Century Fox produce un solo film 3-D, Inferno, diretto dal regista Roy Ward Baker e interpretato da Rhonda Fleming. La Fleming, che appare anche in Those Redheads from Seattle (1953) e Il tesoro del Rio delle Amazzoni (Jivaro, 1954), condivide il podio come attrice apparsa nel maggior numero di film 3-D con Patricia Medina, che appare invece in Sangaree (1953), Il mostro della via Morgue (Phantom of the Rue Morgue, 1954) e Tamburi a Tahiti (Drums of Tahiti, 1954). Darryl F. Zanuck dimostra poco interesse nel sistema stereoscopico, mentre si sta preparando l'avvento del nuovo sistema widescreen, il Cinemascope.
Il primo declino della mania del cinema 3-D si ha nella tarda estate/inizio autunno del 1953. I fattori che causano questo declino sono:
- Due pellicole devono venire proiettate simultaneamente
- Le due pellicole devono rimanere parallele anche dopo una eventuale riparazione, altrimenti si perde la sincronizzazione.
- In taluni casi sono necessari due proiezionisti per fare in modo che la sincronizzazione funzioni nel modo adeguato.
- Quando entrambe le pellicole o gli otturatori vanno fuori sincro, le immagini diventano virtualmente inguardabili, causando mal di testa e affaticamento della vista.
- Lo schermo utilizzato per la proiezione è molto direzionale, causando l'inutilizzo dei posti laterali se utilizzato per entrambi i tipi di film, 3-D e "piatto", a causa dell'oscuramento angolare di questo tipo di schermo. Più tardi, i film che proiettati in ampie sale, spesso favoriranno il formato "piatto" per questo motivo (come Baciami Kate!" al Radio City Music Hall).

A causa della frequente incuria di molti proiezionisti, anche ad anteprime dei film 3-D, distributori e critici cinematografici ne accusano la responsabilità di affaticare la vista.
Sol Lesser tenta di dare un seguito alle Stereo Techniques con un nuovo spettacolo, composto, questa volta, da cinque cortometraggi da lui stesso prodotti. Il progetto prende il nome di The 3-D Follies, e viene distribuito dalla RKO. Purtroppo, a causa di difficoltà finanziarie e del crescente disinteresse nei confronti del 3-D, Lesser cancella il progetto durante l'estate del 1953, cosicché il primo dei suoi film 3-D viene interrotto in fase di produzione. Due dei tre cortometraggi vengono girati: Carmenesque, un numero di burlesque interpretato dalla celebre spogliarellista Lili St. Cyr, e Fun in the Sun, un cortometraggio a tema sportivo diretto dal regista e scenografo William Cameron Menzies, che diresse anche il lungometraggio Il labirinto (The Maze, 1953) per la Allied Artists.
Anche se più costoso da installare rispetto a sistema 3-D a luce polarizzata, il più grande concorrente nella rappresentazione realistica, è in questa fase il formato anamorfico, utilizzato inizialmente dalla 20th Century Fox attraverso il Cinemascope, che in questo formato a settembre presenta il film La tunica (The Robe, 1953). Il formato anamorfico richiede una singola pellicola, cosicché non era necessaria una complessa sincronizzazione. Un altro rivale del 3-D, fin dall'inizio, è il Cinerama, che presenta un miglior controllo della qualità, perché proprietario dello stesso è una compagnia che concentra i suoi sforzi in favore del controllo della qualità. Comunque, molti dei film 3-D passati nell'estate del 1953 venivano proiettati su schermo piano, in formati widescreen compresi tra il 1,66:1 e il 1,85:1. Nelle prime pubblicità e articoli sugli schermi ad ampio formato e sul 3-D, i sistemi widescreen venivano citati come "3-D", causando qualche confusione tra gli studiosi.
Non c'è stato un solo caso in cui si sia combinato il Cinemascope con il 3-D fino al 1960, con un film intitolato La ragazza dal bikini rosa (September Storm), anche se utilizzando un negativo non anamorfico. La ragazza dal bikini rosa, inoltre, viene distribuito con l'ultimo cortometraggio in doppia pellicola, Space Attack, girato nel 1954 con il titolo di The Adventures of Sam Space.

#### Seconda ondata
Nel dicembre del 1953, il 3-D fa il suo ritorno con la presentazione di una serie di svariati importanti film stereoscopici, compreso il musical della MGM Baciami Kate (Kiss Me, Kate). Il film rappresenta il terreno di test su cui decidere se il 3-D doveva rimanere o essere abbandonato. La MGM lo testa in sei cinema: tre in 3-D e le altre tre in normale formato "piatto". Secondo gli annunci commerciali dell'epoca, la versione 3-D è accolta con tale entusiasmo che il film viene presto distribuito ampiamente nella versione stereoscopica. Tuttavia, la maggior parte delle pubblicazioni, compreso il classico libro di riferimento sul cinema di Kenneth Macgowan, Behind the Screen appare molto meglio nella versione "regolare". La pellicola, basata sul popolare musical di Samuel e Bella Spewack, è interpretato dalla squadra di "usignoli" della MGM capeggiati da Howard Keel and Kathryn Grayson, coadiuvati da: Ann Miller, Keenan Wynn, Bobby Van, James Whitmore, Kurt Kasznar e Tommy Rall. Il film promosse anche il suono stereofonico con cui era registrato.
Molti altri film che hanno permesso al 3-D di ritornare in auge, tra questi figurano i titoli: Hondo (1953) con John Wayne, la produzione Columbia Pioggia (Miss Sadie Thompson, 1953) con Rita Hayworth e la produzione Paramount I figli del secolo (Money From Home, 1953) con Dean Martin e Jerry Lewis. La Paramount inoltre realizza i cortometraggi animati Boo Moon (1954) con Casper e Popeye, the Ace of Space con Braccio di Ferro. La Paramount realizza un documentario in 3-D sulla Guerra di Corea, Cessate il fuoco! (Cease Fire, 1953).
Top Banana, musical basato sulla commedia musicale omonima con Phil Silvers, allora molto popolare negli Stati Uniti, viene portato sullo schermo con il cast originale. Sebbene sia stato girato in fase di produzione, l'idea è quella che ogni spettatore possa avere la sensazione di avere il miglior posto in casa attraverso la fotografia a colori e il 3-D.  Sebbene il film sia stato girato e stampato in 3-D, la United Artists che lo distribuisce, pensando che realizzarlo in formato stereoscopico fosse troppo dispendioso, lo presenta solamente nel formato "piatto", il 27 gennaio 1954. Rimane così uno dei due film dell'"età d'oro" del cinema 3-D, assieme a I pionieri della California (Southwest Passage, 1954) con John Ireland e Joanne Dru, oggi considerati perduti (anche se le versioni "piatte" sono sopravvissute).
Una serie di film in 3-D di successo segue la seconda ondata. I più importanti sono:
- Quei fantastici razzi volanti (Cat-Women of the Moon) (1953), film di serie B di fantascienza della Astor Picture con Victor Jory e Marie Windsor. La colonna sonora è di Elmer Bernstein.
- La linea francese (The French Line, 1954), commedia musicale con Jane Russell e Gilbert Roland, prodotta da Howard Hughes per la RKO. Il film è celebre per essere stato realizzato senza l'approvazione dell'MPAA, dopo l'inserimento di alcuni testi allusivi e i costumi sexy indossati dalla Russell. Giocando proprio sul sex appeal dell'attrice, uno dei motti del battage pubblicitario legato al film recitava: "Vi farà schizzare entrambi gli occhi!" Il film verrà successivamente tagliato e approvato dall'MPAA per la distribuzione in formato "piatto", pur avendo già riscosso un ampio successo nel formato 3-D.
- Il figlio di Kociss (Taza, Son of Cochise, 1954), con Rock Hudson in un piccolo ruolo, Barbara Rush come sua innamorata e Rex Reason (accreditato come Bart Roberts) nella parte del fratello rinnegato. Prodotto dalla Universal-International.
- Due film sulle scimmie: Il mostro della via Morgue (Phantom of the Rue Morgue, 1954), interpretato da Karl Malden e Patricia Medina e basato sull'opera di Edgar Allan Poe I delitti della Rue Morgue, e Gorilla in fuga (Gorilla At Large, 1954), una produzione Panoramic Production con Cameron Mitchell distribuita dalla 20th Century Fox.
- Il mostro della laguna nera (Creature from the Black Lagoon, 1954), con Richard Carlson e Julie Adams, diretto da Jack Arnold. Probabilmente il più famoso film in 3-D e il solo che abbia generato un sequel in 3-D La vendetta del mostro (Revenge of the Creature, 1955), seguìto da un secondo sequel "piatto": Il terrore sul mondo (The Creature Walks Among Us).
- Il delitto perfetto (Dial M for Murder, 1954), è un film di Alfred Hitchcock interpretato Ray Milland, Robert Cummings e Grace Kelly, considerato dagli appassionati del 3-D come uno dei migliori esempi del processo. Anche se disponibile in 3-D nel 1954, non si sa esattamente quando è stato proiettato in questo formato, finché la Warner Bros. non decide di instaurare una politica di distribuzione simultanea dello stesso film in 3-D e 2-D. Il film è stato proiettato in 3-D nel febbraio del 1980 al York Theater di San Francisco ottenendo un tale successo di pubblico che la Warner Bros. decide di ridistribuire il film in 3-D nel febbraio del 1982.
- Attacco alla base spaziale U.S. (Gog, 1954), film di fantascienza "robotica" prodotto da Ivan Tors con protagonisti il computer NOVAC e i robot Gog (da cui il titolo originale) e Magog. Questo è il secondo film della trilogia "Uffici di investigazione scientifica" prodotti da Tors, che include Il mostro magnetico (The Magnetic Monster, 1953) e Esploratori dell'infinito (Riders to the Stars, 1954).
- La gang dei falsari (The Diamond Wizard, 1954), il solo film stereoscopico prodotto in Gran Bretagna distribuito in 2-D sia in Gran Bretagna che negli Stati Uniti. È interpretato e diretto da Dennis O'Keefe.
- Agente federale X3 (Dangerous Mission, 1954), prodotto da Irwin Allen per la RKO, ha il caratteristico "marchio di fabbrica" di Allen: raggruppare un cast di stelle del cinema davanti ad un disastro (una foresta in fiamme).
- Il figlio di Sinbad (Son of Sinbad, 1955), un'altra produzione RKO, ad opera di Howard Hughes, con Dale Robertson, Lili St. Cyr e Vincent Price. Il film viene tolto dalla distribuzione dopo che Hughes ha avuto difficoltà con La linea francese e non è stato ridistribuito fino al 1955, data alla quale esce in versione "piatta" e convertito al SuperScope.

Il declino definitivo del 3-D arriva nella tarda primavera del 1954, per le stesse ragioni della precedente crisi, così come pure a causa del maggiore successo del formato widescreen tra i cinematografi. Nonostante la Polaroid crei l'innovativo "Tell-Tale Filter Kit", ai fini del riconoscimento e la regolazione della sincronizzazione e della fase nella proiezione 3-D, i cinematografi continuano a trovare poco confortevole il sistema e tendono a focalizzare la propria attenzione su processi quali il Cinemascope.
L'ultimo film in 3-D realizzato in questo formato durante l'"età d'oro" è La vendetta del mostro (Revenge of the Creature), il 23 febbraio 1955. Ironia della sorte, il film ha un'ampia diffusione nella versione in 3-D e viene accolto bene al botteghino.

### Primo revival del cinema 3-D (1960-1984)

#### Revival del cinema 3-D in singola pellicola (1960-1979)
I film stereoscopici rimangono sotterranei per la prima parte degli anni sessanta, con l'apparizione di film di serie B in anaglifo. Un film di un certo rilievo di questo periodo è la produzione Warner Bros. La maschera e l'incubo (The Mask, 1961). Il film viene girato in 2-D, ma, per migliorare la bizzarria del mondo onirico in cui si immerge il personaggio principale indossando una maschera tribale, il film viene girato in anaglifo 3-D. Queste scene vengono stampate in Technicolor associando per la prima volta l'anaglifo rosso/verde.
Benché pochi film 3-D circolino durante i primi sessanta, l'inizio della seconda fase del cinema 3-D si deve allo stesso produttore che ha dato il via alla mania del cinema 3-D degli anni cinquanta. Viene utilizzata una nuova tecnologia chiamata Space-Vision 3-D: i film stereoscopici vengono stampati sulla stessa pellicola, le due immagini parallele una dopo l'altra, nello spazio dello stesso frames, necessitando di un solo proiettore dotato di speciali lenti. Questa tecnologia, chiamata "sopra e sotto" ((EN)  over and under), elimina la necessità di due proiettori sincronizzati, producendo un'immagine panoramica, ma più scura, con colori meno vividi. A differenza del sistema con doppia pellicola, è perfettamente sincronizzato, a meno che il proiettore non venga starato in fase di riparazione.
Arch Oboler ancora una volta ha una visione del sistema che nessun altro ha, e lo mette in pratica con il film di fantascienza The Bubble del 1966, interpretato da Michael Cole, Deborah Walley, e Johnny Desmond. Così come accaduto per Bwana Devil, anche questo film viene bocciato dalla critica, ma amato dal pubblico che riempie le sale, e produce un tale guadagno da permettere anche ad altre case produttrici, in particolare quelle indipendenti che non hanno abbastanza denaro da potersi permettere il formato in doppia pellicola, di utilizzare il sistema.
Nel 1970, Stereovision, un nuovo gruppo fondato dal regista e inventore Allan Silliphant e dal progettista ottico Chris Condon, sviluppano un differente formato su singola pellicola 35mm, che utilizza due immagini "schiacciate" affiancate l'una accanto all'altra, comprimendole e decomprimendole attraverso lenti anamorfiche e lenti polarizzate.
Louis K. Sher detto "Sherpix" e lo Stereovision realizzano con questo sistema la commedia softcore Le porno hostess in super 3-D (The Stewardesses, 1969) auto-classificatosi con X, ma successivamente classificata R dall'MPAA. Il film costa 100000 $ alla produzione e viene venduto per un anno in molti mercati, fino a guadagnare 27 milioni di dollari (corrispondenti a circa 114 milioni di dollari del 2007) nel solo Nord America, venendo distribuito in appena 800 cinema, e divenendo così il più proficuo film 3-D fino ad allora, e, in termini relativi, uno dei film più redditizi di tutti i tempi. Il film viene girato in formato 3-D 70mm.
In 25 anni all'incirca 36 film in tutto il mondo vengono realizzati con il sistema Stereovision, usando contemporaneamente il formato panoramico, immagini anamorfiche affiancate o 70 mm 3-D. La leggenda del 3-D Chris Condon e il regista Ed Meyer sembra siano intenzionati a girare un remake del film Le porno hostess in super 3-D in XpanD, RealD e Dolby 3D nel 2009.
La qualità dei film 3-D seguenti non sarebbe stata molto innovativa, molti dei quali sarebbero stati sia softcore che film hardcore per adulti, film horror o una combinazione di entrambi. Il film di Paul Morrisey e Antonio Margheriti Il mostro è in tavola... barone Frankenstein (Flesh for Frankenstein, 1973) è un esempio della combinazione di entrambi.

#### Apice del revival del cinema 3-D (1980-1984)
Negli anni ottanta IMAX, che utilizza il formato 70mm in proiezione, comincia ad offrire documentari in 3-D dai 20 minuti di durata in su. Nel 1986 il National Film Board, il più grosso distributore di film del Canada, produce Transiction, creato per l'Expo 1986 di Vancouver. Il primo film non documentaristico è invece il cortometraggio di 45' Wings of Courage, diretto da Jean-Jacques Annaud nel 1995 sulla vita dello scrittore e aviatore francese Antoine de Saint-Exupéry.
Utilizzando il processo sperimentato dal sistema Space-Vision, gli autori di cinema hollywoodiani, vengono colpiti da una mania del 3-D paragonabile a quella di una trentina di anni prima. Grazie alla popolarità ottenuta ridistribuendo i film La maschera di cera e Il delitto perfetto, nuovi registi ispirati dall'effetto tridimensionale in grado di "bucare lo schermo", saltano sul carrozzone del 3-D producendo film orientati ad un pubblico più mainstream. Tra questi figurano i titoli:
- Comin' at Ya! (1981), regia di Ferdinando Baldi
- Week-end di terrore (Friday the 13th Part III, 1982), regia di Steve Miner
- Mutanti (Parasite) (1982), regia di Charles Band
- Amityville 3-D (1983), regia di Richard Fleischer
- Il tesoro delle 4 corone (El tesoro de las cuatro coronas, 1983), regia di Ferdinando Baldi
- Lo squalo 3 (Jaws 3-D, 1983), regia di Joe Alves
- The Man Who Wasn't There (1983), regia di Bruce Malmuth
- Metalstorm: The Destruction of Jared-Syn (1983), regia di Charles Band
- Spacehunter: Adventures in the Forbidden Zone (1983), regia di Lamont Johnson
- Silent Madness (1984), regia di Simon Nuchtern
- Starchaser - La leggenda di Orin (Starchaser: The Legend of Orin), regia di Steven Hahn (1985)

Di questi film solamente Comin' At Ya! e Week end di terrore sono stati distribuiti negli Stati Uniti in VHS o DVD nella versione in 3-D, mentre Amityville 3-D è stato distribuito in 3-D in DVD nel Regno Unito.

### Secondo revival del cinema 3-D (2003-presente)
Nel 2003 James Cameron realizza il documentario Ghosts of the Abyss, il primo film per il sistema IMAX 3-D ripreso utilizzando il sistema Reality Camera. Questo utilizza le più recenti tecnologie HDTV anziché pellicola, e viene costruito specificatamente per Cameron dal direttore della fotografia Vince Pace. La stessa videocamera viene utilizzata nei film: Missione 3D - Game Over (Spy Kids 3D: Game Over, 2003), Aliens of the Deep (2005) e Le Avventure di Sharkboy e Lavagirl in 3-D (2005).
Nell'agosto 2004, il gruppo rap Insane Clown Posse realizza il loro nono album di studio Hell's Pit. Una delle due versioni dell'album contiene un DVD extra con il cortometraggio Bowling Balls. Si tratta del primo film 3-D girato in High Definition Video.
Nel novembre 2004 il film Polar Express viene presentato come primo lungometraggio animato in 3-D realizzato per il sistema IMAX 3-D. Viene proiettato in 3.584 cinema in 2-D e solamente in 66 cinema IMAX. L'incasso di questi pochi cinema 3-D rappresenta ben il 25% del totale, guadagnando 14 volte più della versione 2-D. Ciò rappresenta un grosso stimolo nella produzione di film di animazione in 3-D.
Nel giugno del 2005 il cinema di Hollywood Mann's Chinese 6 Theatre diviene il primo grosso cinema commercial ad essere equipaggiato con il formato digitale 3-D. Vengono testati in formato Digital 3D lungo l'arco di diversi mesi il film Cantando sotto la pioggia e Polar Express.
Nel novembre 2005, i Walt Disney Studios presentano Chicken Little in formato digitale 3-D.
Nel 2007 il film horror Scar viene presentato in prima nel mondo (il film deve essere ancora distribuito negli Stati Uniti). Si tratta del primo film narrativo in 3-D realizzato completamente in digitale ad opera di NHK and DitlevFilms. La postproduzione, compresi FotoKem e Technicolor, viene effettuata da Christian Ditlev Bruun della DitlevFilms a Los Angeles. Gli ultimi adeguamenti al formato stereoscopico finali vengono dati da Skip City a Kawaguchi in Giappone con NHK.
Nel gennaio 2008 la 3ality Digital e Nation Geographic realizzano U2 3D, il primo concerto dal vivo e il primo film live action a venire girato in 3-D utilizzando software e tecnologia sviluppata dalla 3ality Digital.
Il 16 gennaio 2009 la Lionsgate realizza San Valentino di sangue 3D (My Bloody Valentine), un remake in 3-D digitale dell'horror del 1981.
Ben Walters convince produttori e cinematografi a interessarsi nuovamente ai film 3-D. Attualmente ci sono più attrezzature per la proiezione e molti più film ripresi in 3-D. Un incentivo è che la tecnologia è più sviluppata. Riprendere in 3-D impone meno limitazioni e il risultato è più stabile. Un altro incentivo è quello che i cinema si stanno spopolando e versano in uno stato di declino, i ricavi dai film in 3-D invece continuano a crescere.
Attraverso l'intera storia delle proiezioni 3-D, si sono sperimentate varie tecniche per convertire immagini 2-D in stereoscopiche. Poche di queste sono state efficaci e sono sopravvissute. La combinazione di sorgenti digitali e materiale digitalizzato elaborati con costi relativamente contenuti, ha generato una nuova ondata di prodotti di conversione.

A tal proposito IMAX e Warner Bros. hanno realizzato Superman Returns che comprende 20 minuti di immagini 3-D convertite da materiale originalmente girato in 2-D.

George Lucas ha annunciato che ridistribuirà la saga di Guerre stellari in 3-D, convertendola grazie a un processo sviluppato dalla compagnia In-Three.
James Cameron ha girato i suoi nuovi film Avatar e Battle Angel (attualmente in pre-produzione) in 3-D digitale, utilizzando videocamere HDTV del sistema Fusion Camera.
I film di animazione Boog & Elliot a caccia di amici (Open Season) e Una vita da formica (The Ant Bully), vengono realizzati in 3-D analogico nel 2006. Monster House (2006) e The Nightmare Before Christmas (1993) vengono realizzati in XpanD 3D, RealD e Dolby 3D nel 2006.
A fine 2005 Steven Spielberg dichiara alla stampa di collaborare allo sviluppo di un sistema 3-D che non necessita di occhiali e si basa su schermi al plasma. Un computer divide ogni frame del film e proietta le due immagini divise sullo schermo a differenti angolazioni, per poi essere trasmessa dalle sottili creste angolate sullo schermo .
Il 19 maggio 2007 il film Scar (film 2005) apre il Festival di Cannes. È il primo lungometraggio 3-D statunitense ad essere presentato in Real D. Risulta anche il primo film al botteghino in svariati paesi del mondo, compresa la Russia dove viene presentato in 3-D in 295 sale.
Il 1º febbraio 2008 la Walt Disney Pictures presenta Hannah Montana & Miley Cyrus: Best of Both Worlds Concert, si tratta della ripresa in Disney Digital 3D e IMAX 3-D dell'omonimo concerto di Miley Cyrus.
L'11 luglio 2008, la Warner Bros. realizza Viaggio al centro della Terra 3D (Journey to the Center of the Earth) in Real D.
Il 21 novembre 2008 (il 6 febbraio 2009 per la Gran Bretagna), la Walt Disney Pictures presenta Bolt - Un eroe a quattro zampe (Bolt) in Disney Digital 3D.
Il 16 gennaio 2009 la Lionsgate presenta San Valentino di sangue 3D (My Bloody Valentine), il primo horror e il primo film R-rated a venire proiettato in RealD. Il film viene presentato in 1033 sale dotate del sistema 3-D, la più ampia distribuzione in questo formato, e 1501 sale dotate di normale schermo 2-D.
Il 6 febbraio 2009 LAIKA presenta Coraline e la porta magica (Coraline), film di animazione a passo uno diretto da Henry Selick (già regista di The Nightmare Before Christmas) e basato sul libro omonimo di Neil Gaiman.
Il 29 maggio 2009 la Walt Disney Pictures e Disney Digital 3-D presentano il primo film Pixar in 3-D Up.
L'horror The Final Destination 3D, viene annunciato per essere presentato il 28 agosto nel Regno Unito e negli Stati Uniti, e il 1º ottobre in Australia e Nuova Zelanda.
Il primo webisodio in 3-D viene annunciato per il 1º settembre 2009 per la serie Horrorween.
Tutti i futuri titoli prodotti da Walt Disney Pictures e Pixar vengono realizzati in Disney Digital 3-D.
Il 16 dicembre 2009, in tutto il mondo, e il 15 gennaio 2010, in Italia, esce nei cinema il film Avatar, diretto da James Cameron e prodotto dalla 20th Century Fox.
Nell'estate 2011, in tutto il mondo viene distribuito Transformers 3, un film di Michael Bay.

## Altre tecniche di intrattenimento
Oltre alla tridimensionalità (3D), si può avere anche la multisensorialità, ovvero sistemi che permettano di coinvolgere altri sensi, come ad esempio l'olfatto: celebre a tal proposito "l'Odorama" utilizzato per la proiezione del film Polyester di John Waters, oppure di creare effetti di movimento delle poltrone.